# أسل جنوبي
أسل جنوبي (الاسم العلمي: Juncus australis) نوع نباتي يتبع جنس الأسل وينتمي إلى الفصيلة الأسلية.